# Mrtonjak
Koordinati:   43°57′20″N, 15°10′36″E
Mrtonjak je majhen nenaseljen otoček v Jadranskem morju, ki pripada Hrvaški.
Mrtonjak leži okoli 2,7 km severovzhodno od naselja Sali na Dugem otoku. Njegova površina meri 0,078 km². Dolžina obalnega pasu je 1,08 km. Najvišji vrh otočka je visok 21 mnm.